# Valdemar Ingemann
Carl Johannes Valdemar Ingemann (født 21. februar 1840 i København, død 10. oktober 1911 sammesteds) var en dansk arkitekt, der var en meget benyttet arkitekt til domicil- og fabriksbyggeri i anden halvdel af 1800-tallet. I sine sidste år arbejdede han i kompagniskab med sin søn Bernhard Ingemann. Han var også borgerrepræsentant i København.

## Virke
Hans forældre var købmand og parfumefabrikant Søren Edvard Joachim Ingemann (1809-1843), der var en brodersøn til digteren B.S. Ingemann, og Mariane Aurelia Laurentine født Lauritzen (1811-1878). Ingemann kom i murerlære, blev svend 1858 og var i mellemtiden blevet optaget på Kunstakademiets Arkitektskole oktober 1856. På akademiet vandt han den store sølvmedalje 1863 og fik afgang marts 1866. Han arbejdede som tegner hos H.C. Stilling og J.H. Nebelong.
Ingemann fik flere tillidshverv. Han var lærer og senere overlærer i borgerlig bygningskunst ved Det tekniske Selskabs Skole 1877-1900, medlem af Københavns Borgerrepræsentation 1894-1900, medlem af Overformynderiets Lånebestyrelse, formand i Ejendomssocietetet, medlem af Københavns Grundejerbanks bankråd og kredsforstander i Belønnings- og Forsørgelsesforeningen for Tyender.
Han blev gift 30. oktober 1868 i København med Sophie Margrethe Madsen (9. marts 1843 i København – 30. maj 1924 sammesteds), datter af bødkermester Hans Peter Madsen (1803-1858) og Anne Sophie Hamborg (1802-1878).
Han er begravet på Assistens Kirkegård. 

## Udstillinger
- Charlottenborg Forårsudstilling i perioden 1894-1904 (5 gange med 6 værker)
- Raadhusudstillingen 1901

## Værker
- Begravelseskapel, nu Kulturcenter på Assistens Kirkegård, København (1867-68)
- Villaen Store Søvang i Køge, for Israel B. Melchior, nu domicil for Delfi Technologies A/S (1874)[1]
- Domicil for Østifternes Kreditforening, senere Forsikringsselskabet National, nu N. Zahles Skole, Nørre Voldgade 5, København (1875-76, tag og attika helt fjernet 2011-12, ny etage påbygget ved Rørbæk og Møller)
- Luthersk Missionsforenings forsamlingshus, Nansensgade 94 (1876)[2]
- Ombygning af Gråbrødretorv 6, København (1881)
- Den kongelige Porcelainsfabrik og Aluminias fabriksbygninger i Smallegade, Frederiksberg (1882)
- Forretningsejendom, Købmagergade 50 (1884)
- Overbygning til portbygning ved Dehns Palæ, Bredgade, København (1884, senere fjernet)
- Kunstforeningens bygning, Frederiksholms Kanal 4 (1886)
- Tilføjelse af en etage på bygningen Ved Stranden 18 / Fortunstræde 7 for J.C. Ferslew, København (1886, fredet 1918)[3]
- Forretningsejendom, Købmagergade 44 (1888)
- Ejendommen Frederiksborggade 1 (hjørnet af Kultorvet), København (1895, spir er nedtaget)
- Væksthus, Johanne Luise Heibergs tidligere villa, Rosenvænget (1896, nedrevet 1999)
- Villa for postmester Ove Koefoed, senere Hellerup Posthus, Svanemøllevej 85, Hellerup (1897, vinduer ændret)[4]
- Ombygning af Krabbesholm (1905)
- Udvidelse af tuberkulosehospital, Jægersborgvej 11, Kongens Lyngby (1908, nedrevet)
- Kong Salomons Apotek, Østergade 58, København (nedrevet 1913)

### Værker i samarbejde med Bernhard Ingemann (fra 1896)
- 21 sanatorier og sygehuse mm. bl.a. Dronning Louises Asyl for småbørn i Ordrup (1898), Nationalforeningens Tuberkulosesanatorium i Silkeborg (1902-03), Folkesanatorium i Haslev (1903), Sanatorium i Skørping (1905), Krabbesholm (1905), Faksinge (1906-08), Spangsbjerg (1907-08) og Nakkebølle (1908), Julemærkesanatoriet ved Kolding Fjord (1909-11), Tuberkulosehospitalet i Hobro (1910)
- F. Hendriksens Reproduktionsanstalt, mellembygningen, Stormgade 12 (1898)
- A/S Seidelin, nu del af Pressens Hus, Skindergade 7-11, København (1901)
- Købmandsskolen og Foreningen til Unge Handelsmænds Uddannelse, Fiolstræde 44 (1901-02)
- Lyngby Søndre Mølle, Kongens Lyngby (1903)
- Grosserer Christian Hasselbalchs ejendom, Kejsergade 2, København (1904-05)
- Alderdomshjem, Ruds Vedby Sogn (1909)
- Amtssygehuset i Nykøbing Sjælland (1911)
- Manufakturhandlerforeningens Stiftelse, Bragesgade 26 B, København (1909-10, præmieret)
- Ejendommene Nørregade 5-7 (præmieret) og Skindergade 7